# Dyle
Pour les articles homonymes, voir Dyle (homonymie).
La Dyle (néerlandais : Dijle) est une rivière de Belgique et un affluent du Rupel, appartenant au bassin versant de l'Escaut.

## Histoire
La Dyle a constitué une limite naturelle du pagus de Brabant.
Elle a donné son nom au département de la Dyle, sous l'occupation française.
La Ligne KW qui est une barrière antichar belge installée entre Koningshooikt et Wavre y est construite entre septembre 1939 et mai 1940, elle était l'un des objectifs de l'armée française lors du plan Dyle en mai 1940 mais fut débordé par l’armée allemande.
Le 17 juillet 2021, la Dyle est sortie de son lit et a notamment inondé la ville de Wavre et le parc d'attractions voisin de Walibi Belgium,.

## Géographie

### Source
La Dyle prend sa source à Houtain-le-Val, ancienne commune de l'entité de Genappe dans le Brabant wallon.

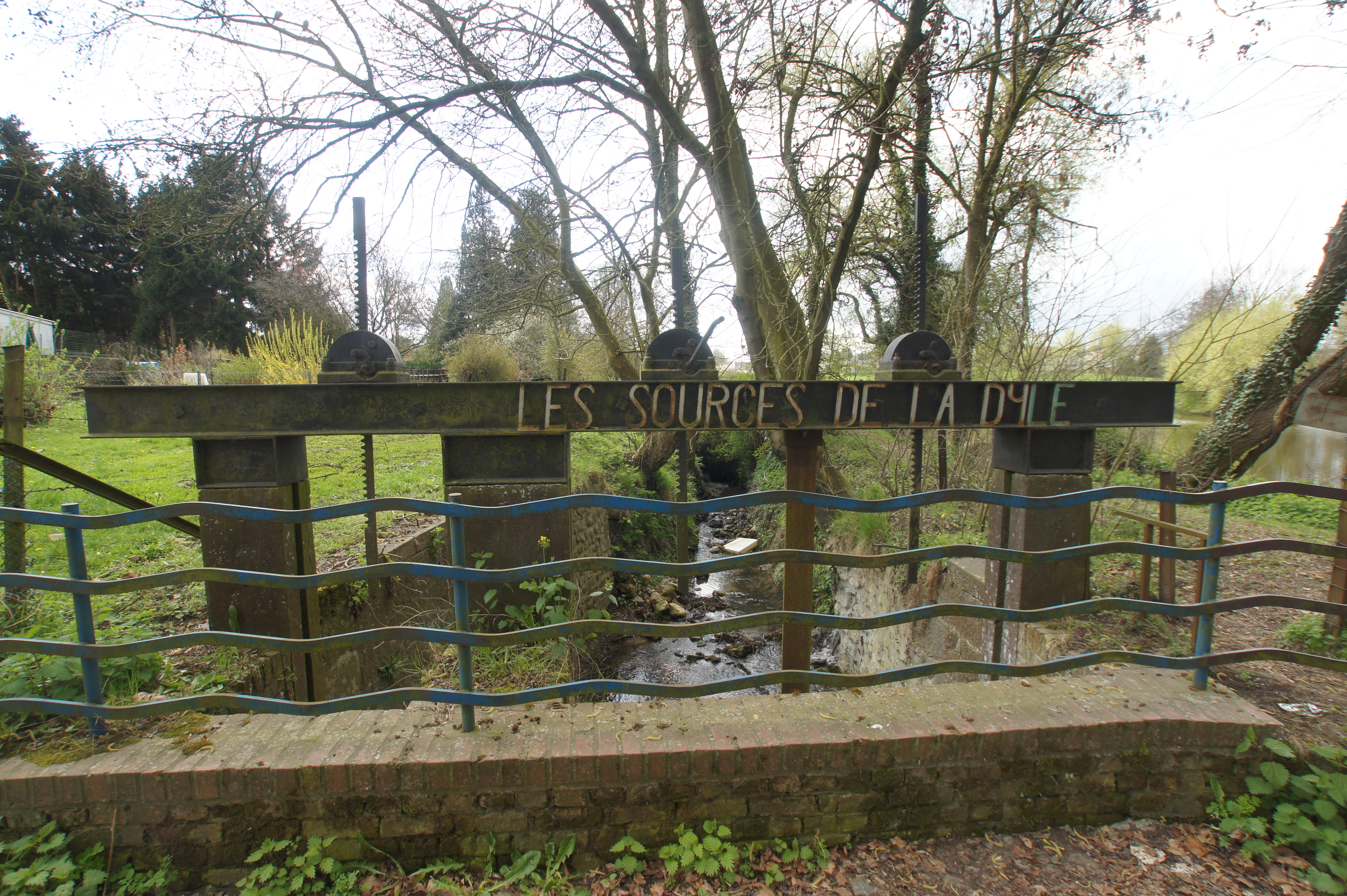
Les sources de la Dyle à Houtain-le-Val.

### Cours

#### Brabant wallon
Les principales localités traversées par la Dyle en Brabant wallon sont, d'amont en aval, Genappe, Court-Saint-Étienne, Ottignies-Louvain-la-Neuve et Wavre.
À Court-Saint-Étienne, l'Orne venant de Beaurieux se jette dans la Thyle, qui rejoint ensuite la Dyle au centre de Court-Saint-Étienne, à proximité de la gare.
Durant plusieurs siècles, la présence de l'eau a permis l'établissement de nombreux moulins sur le territoire de Court-Saint-Étienne mais, aux XIXe et XXe siècles, la Dyle y a permis une révolution industrielle, avec le développement des Usines Émile Henricot au centre de Court-Saint-Étienne et de l'ancienne filature Van Hoegarden (devenue CP Bourg au XXe siècle), fondée en 1835 le long d'un large coude de la Dyle, plus au nord, vers Mousty,.
La rivière baigne encore le pied d'anciens hangars industriels situés clos de l'Aciérie, sur l'ancien site des Usines Émile Henricot, partiellement reconverti.
Plus au nord, la Dyle entre dans Ottignies à Mousty où elle reçoit en rive droite le Ry Angon qui descend du bois des Rêves, en passant près du manoir de Franquenies, après avoir récolté les eaux de la Malaise qui vient du lac de Louvain-la-Neuve. En contrebas de l'église Notre-Dame de Mousty, elle passe sous le « Pont de la Libération » qui porte une plaque à la gloire de la 1re armée américaine et de la brigade Piron.
À Ottignies, « la Dyle se signalait autrefois par un cordon arboré, bordé de prairies humides, qui se perd aujourd'hui parmi les immeubles » : on retrouve encore cette image de la Dyle au moment où elle quitte Ottignies par le nord, avant de recevoir le Blanc-Ry qui descend du bois de Lauzelle et de prendre la direction de Wavre.
À Limelette, au nord de la ferme d'Au Pont, le ruisseau de Pinchart rejoint la Dyle.
De Limelette à Wavre, la voie rapide N238 (boulevard de l'Europe) construite dans les années 1980 coupe la vallée de la Dyle en deux. La Dyle traverse ensuite le parc d'attractions Walibi Belgium avant d'entrer dans Wavre dont elle ressort par Basse-Wavre.

La Dyle à Court-Saint-Étienne et Ottignies
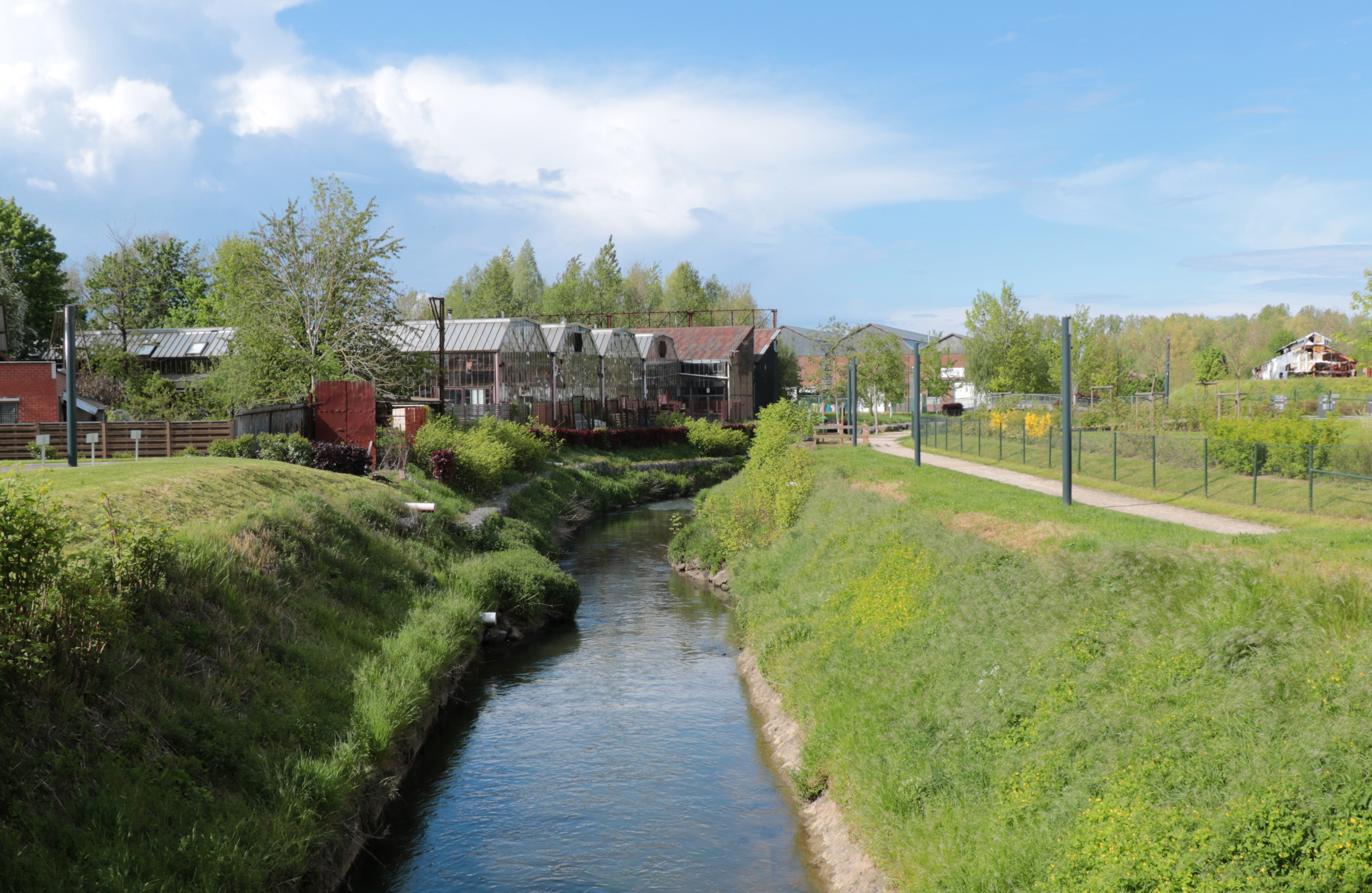
La Dyle à Court-Saint-Étienne le long des anciens hangars des Usines Émile Henricot.
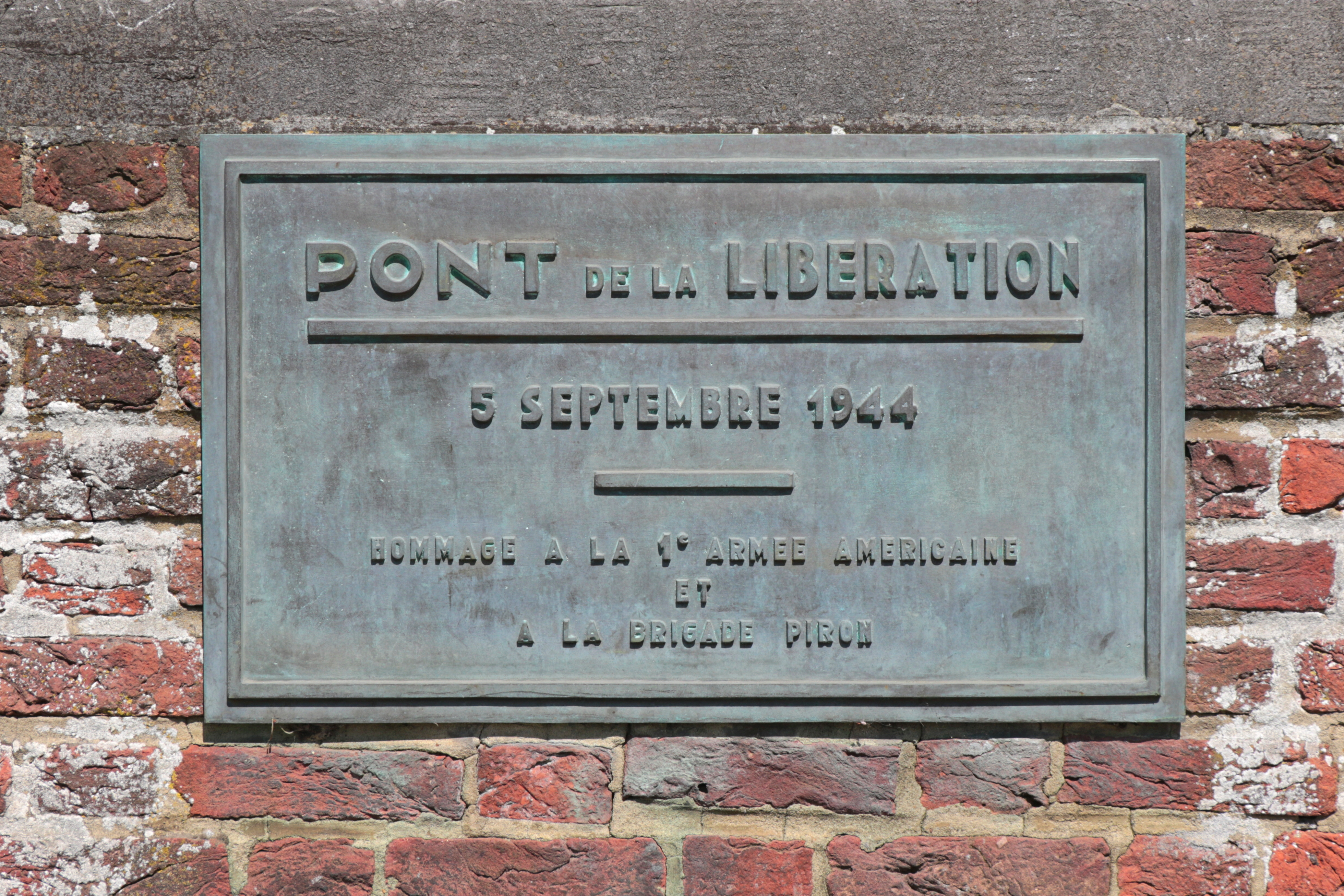
Pont de la Libération au-dessus de la Dyle à Ottignies.
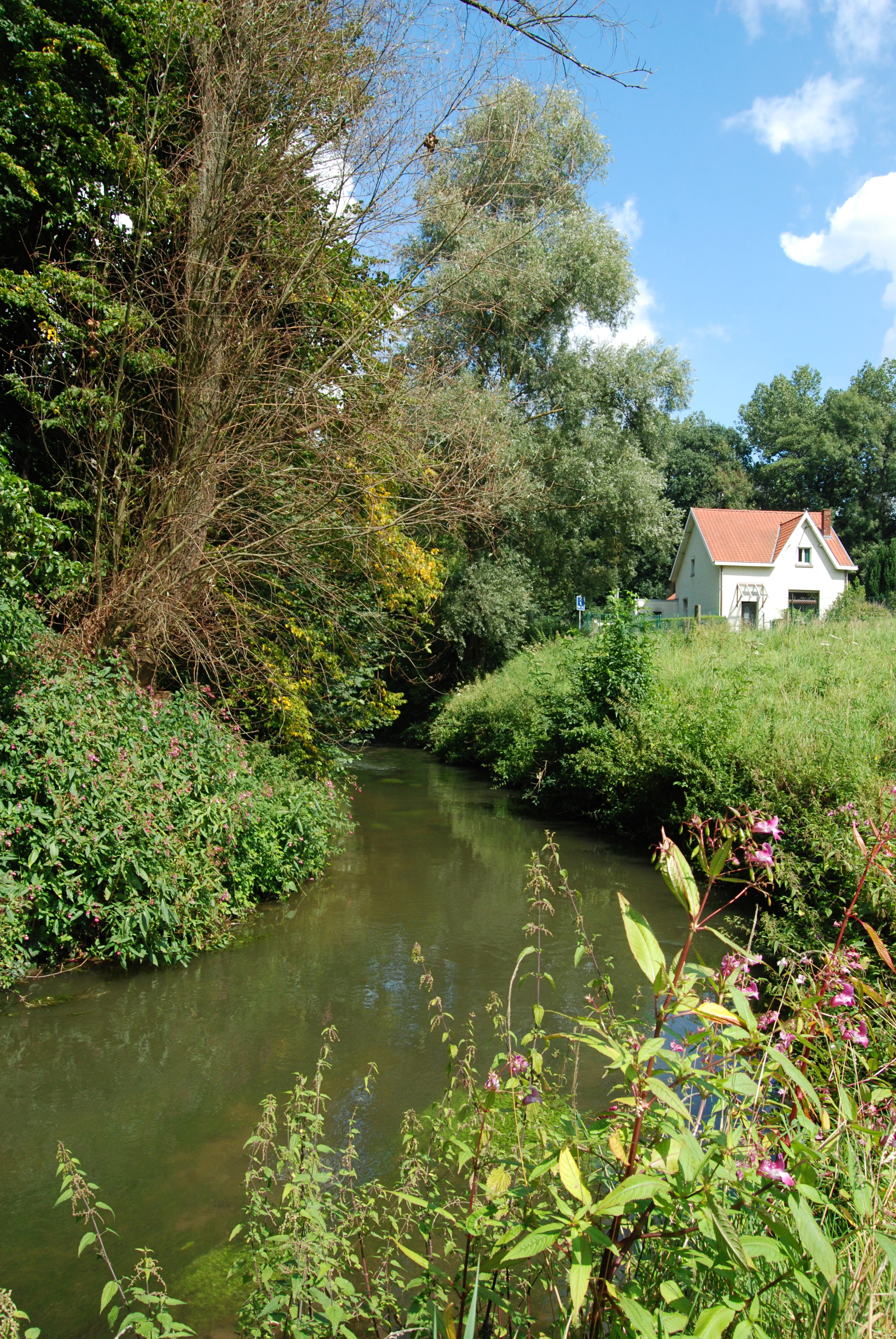
La Dyle quand elle quitte Ottignies par le nord.

#### Brabant flamand
En Brabant flamand, la Dyle devient Dijle et traverse Rhode-Sainte-Agathe, Sint-Joris-Weert, Korbeek-Dijle et Heverlee avant d'arriver à Louvain (Leuven).
Elle entre dans Louvain par la grande écluse de Louvain (Grote Spui), une écluse fortifiée construite au Moyen Âge, une waterpoort qui consiste en la combinaison d'une écluse et d'une fortification,.
La Dyle traverse ensuite le grand béguinage de Louvain. Le béguinage est traversé par deux bras de la Dyle et se divise donc en trois zones : une première zone située à l'est de la Dyle, une deuxième située entre les deux bras de la rivière, et le « Spaans Kwartier » (« Quartier espagnol ») situé à l'ouest de la rivière. Les deux bras de la Dyle qui traversent le béguinage sont visibles à partir de trois ponts.
Le bras oriental de la Dyle longe ensuite le couvent des Sœurs Noires avant de rejoindre le bras occidental près de la rue de Redingen (Redingenhof).
La rivière franchit ensuite l'ancienne Waterpoort dont subsistent les tours Jansenius et Juste Lipse, avant d'arriver dans le centre de la ville et de passer, entre autres, devant la brasserie de Jonge Sint-Jacob.

La Dyle à Louvain
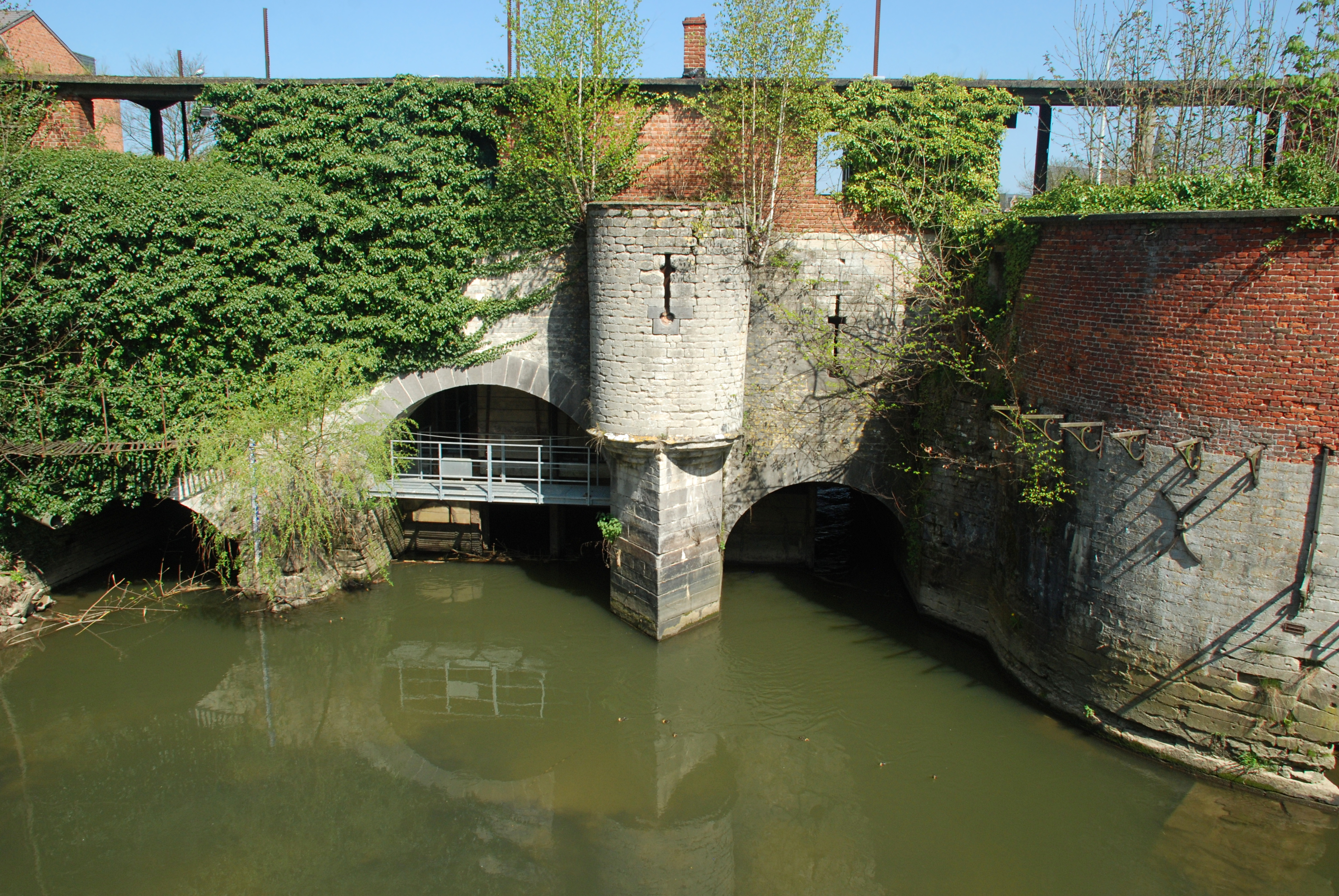
La Dyle quand elle entre dans Louvain par la grande écluse de Louvain (Grote Spui).
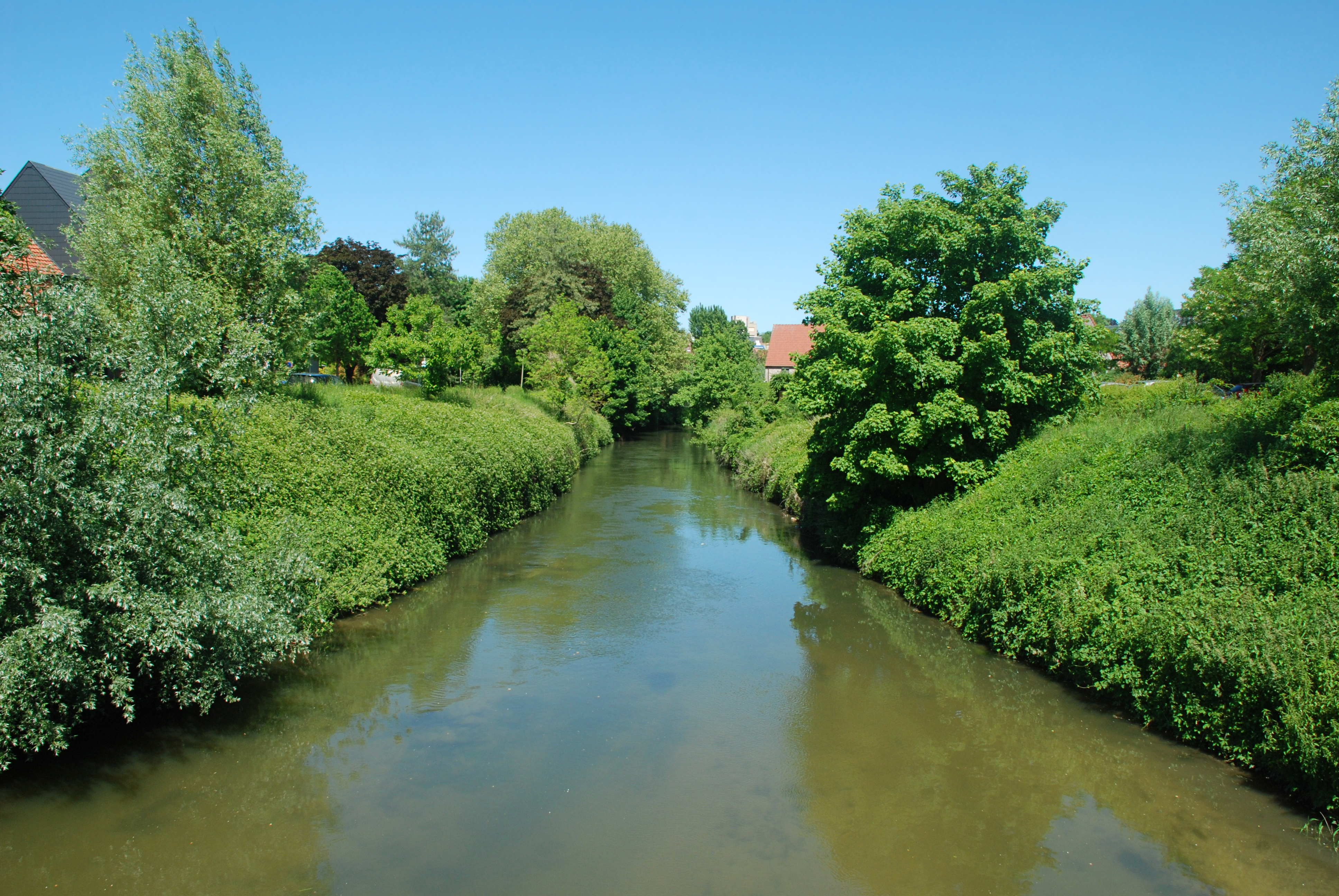
La Dyle à Louvain, après avoir franchi la grande écluse.
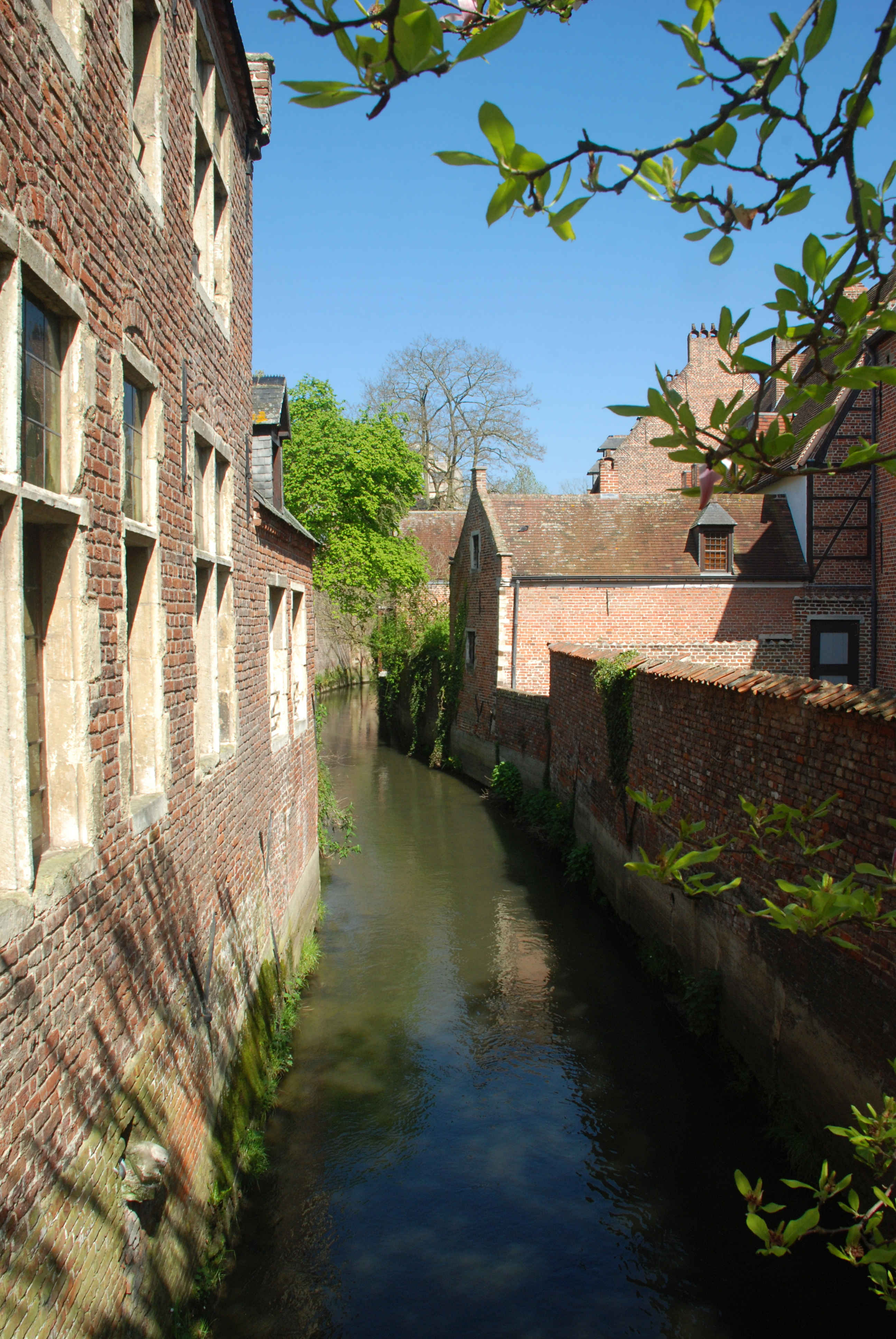
Le bras oriental de la Dyle à l'intérieur du grand béguinage.
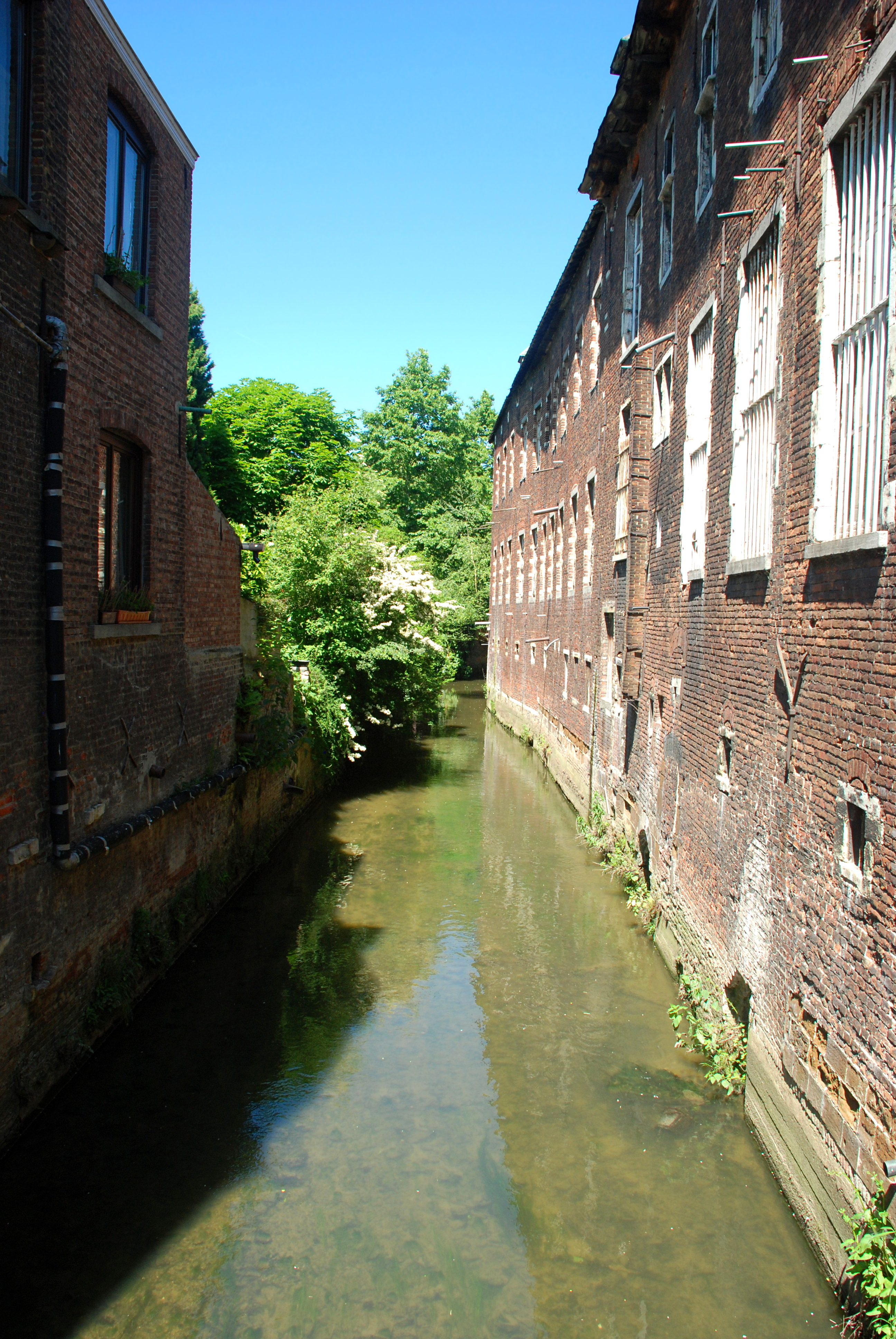
La Dyle le long du couvent des Sœurs Noires.
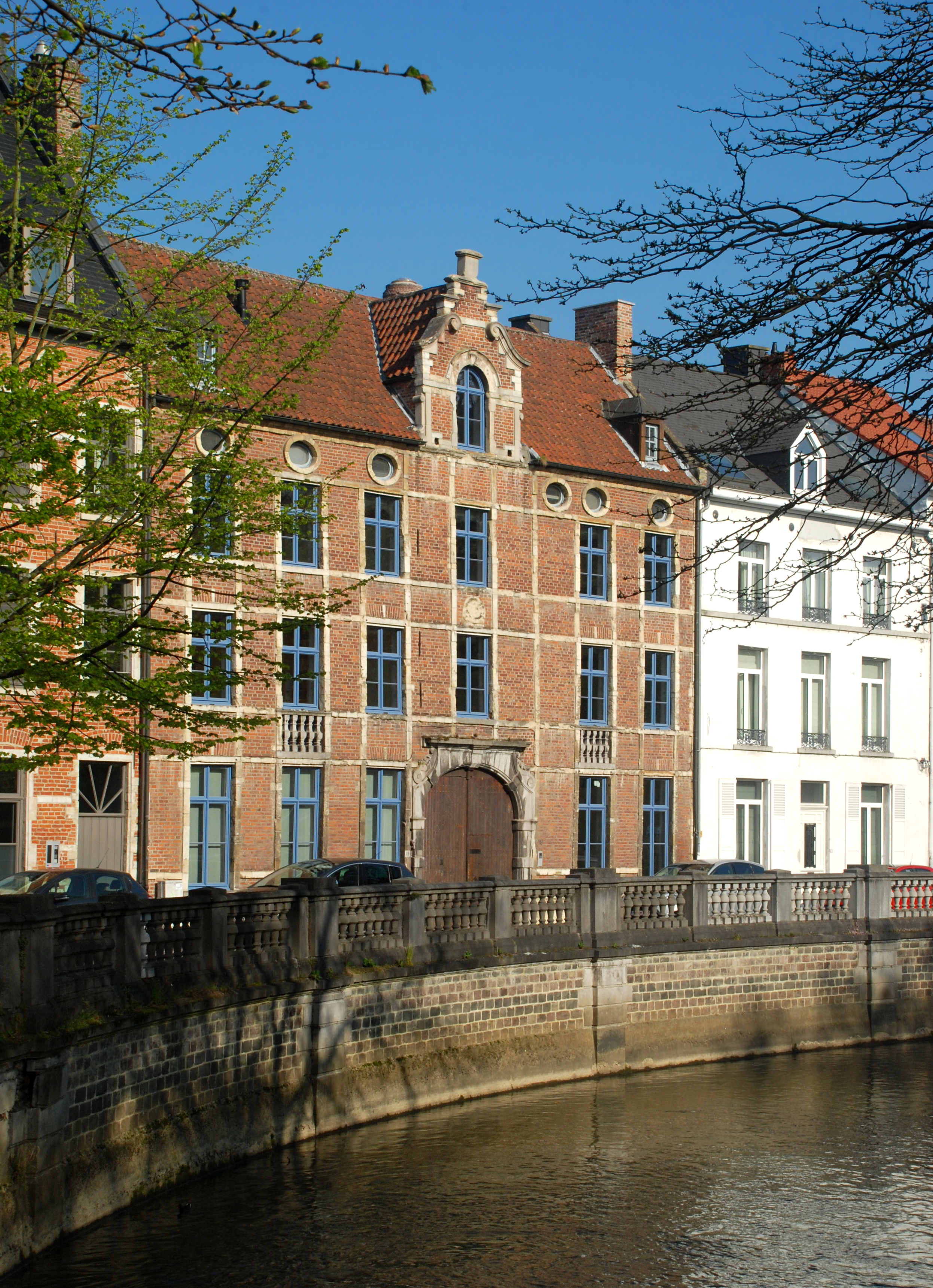
La Dyle devant la brasserie de Jonge Sint-Jacob.

La Dyle rejoint ensuite Malines, avant de former le Rupel en mélangeant ses eaux avec la Nèthe (néerlandais : Nete).

### Hydrographie
- Les principaux affluents de la Dyle sont la Thyle, le Train, la Lasne, la Senne, le Démer et l'Yse.
- La superficie de son bassin versant est de 1 289 km2[14].
- Le débit de base de la Dyle provient essentiellement de la nappe phréatique des sables du Bruxellien, qui repose sur une couche imperméable formée d'argiles de l'Yprésien et du Landénien.

### Hydrologie
Entre 1951 et 1986, les apports du bassin versant de la Dyle dans l'écoulement total de l'Escaut se chiffrait à 24 %.

#### Gestion des crues
Afin de limiter les risques d'inondation, des opérations ponctuelles de curage et de recalibrage du profil de la Dyle et de ses affluents sont menées dans la partie amont du bassin versant (Court-Saint-Étienne, Grez-Doiceau,… ). Par ailleurs, lors de la construction de la ville nouvelle de Louvain-la-Neuve, un lac artificiel a été créé. Une des fonctions de ce lac est de servir de bassin d'orage. Il évite que les eaux de ruissellement de la ville ne se déversent directement dans la Dyle, via le ruisseau de la Malaise. En aval, un système de protection intégré a été mis en œuvre dans le but de protéger le centre-ville de Louvain (inondé à plus de 12 reprises entre 1891 et 1982), tout en favorisant la protection de la nature. Ce système est basé en premier lieu sur la restauration de la capacité naturelle de 1 200 ha de zones humides à retenir les eaux de crues. Pour ce faire, les connexions hydrologiques entre les fonds humides de la vallée et le chenal de la Dyle ont été rétablies. La Dyle peut à nouveau former ses méandres librement dans cette zone inondable située entre Rhode-Sainte-Agathe et Louvain. Les obstacles (arbres, bancs de sable,…) sont laissés en place, permettant le ralentissement des eaux et favorisant les débordements. En second lieu un bassin d'orage naturel a été établi dans l'Egenhovenbos, en amont du château d'Arenberg. Un goulot y a été construit sur la Dyle, de manière à limiter le débit des eaux à un maximum de 19 m3/s. Le volume d'eau pouvant être retenu par ces deux actions a été estimé à plus de 2 millions de m3. En troisième lieu, les eaux de la Dyle sont désablées avant d'entrer dans Louvain à l'aide d'un bassin de décantation. Enfin, un bon écoulement des eaux est assuré dans le centre-ville de Louvain.

## Écologie
En mars 2020, des macarons en pierre de lave émaillée symbolisant une bouée et affichant « Ici commence la mer - Ne jetez rien ! » sont placés près des avaloirs à l'échelle de la région concernée par le contrat de rivière Dyle-Gette, comme à Ottignies par exemple,.
Par ailleurs, et dans le même esprit, après l'assec du lac de Louvain-la-Neuve en 2019, l'UCLouvain et la Ville d'Ottignies-Louvain-la-Neuve placent en 2020 des plaques « Ne jetez rien, ici commence le lac » à côté d'une cinquantaine d'avaloirs dans les rues de Louvain-la-Neuve pour sensibiliser le grand public, les habitants, les étudiants, les sociétés de nettoyage, les commerçants et le secteur horeca au fait que le lac commence dès les avaloirs situés en rue et qu'il est important de ne pas y jeter de déchets comme de l'huile de friture usagée, des chewing-gums, des emballages de bonbon ou des mégots de cigarette,.

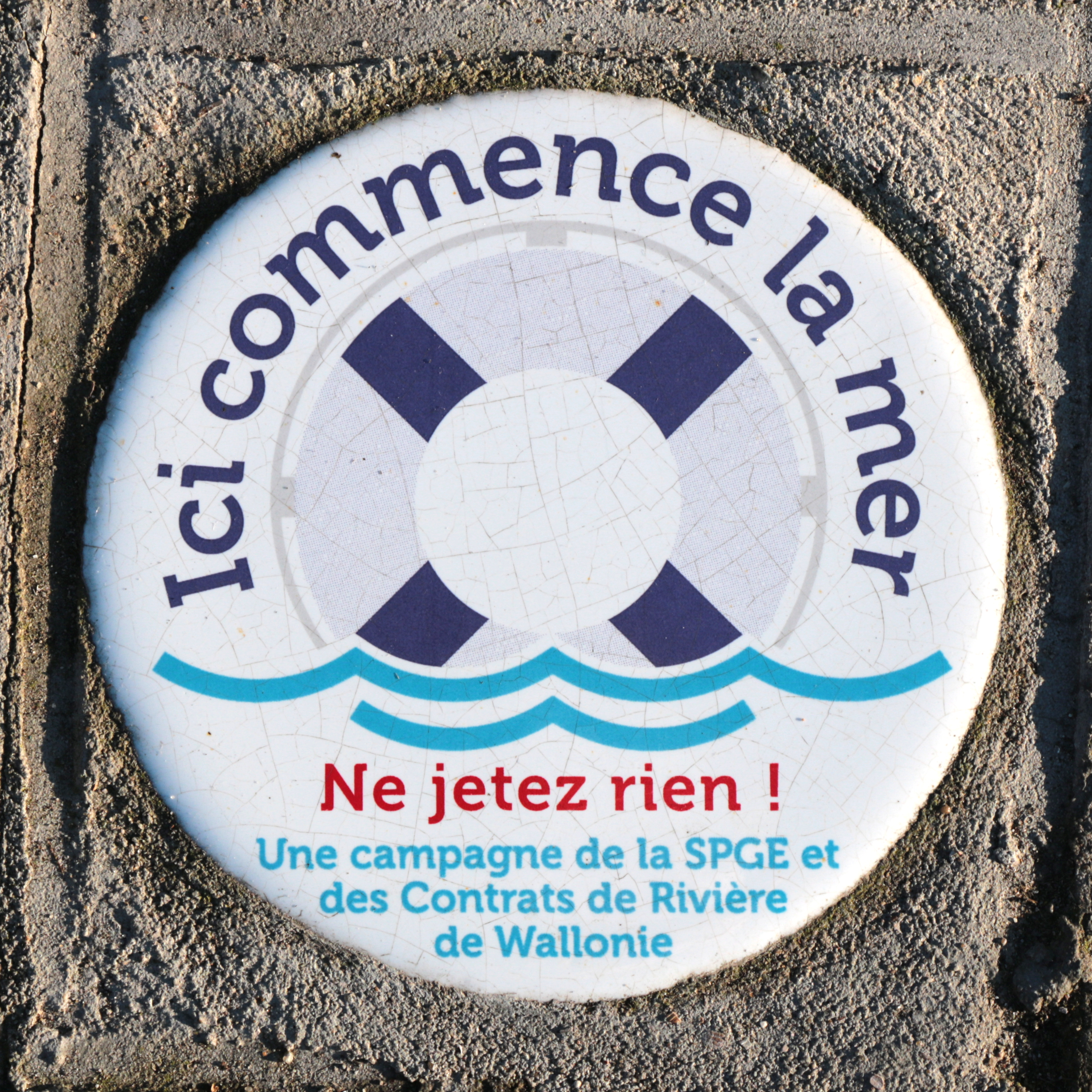
« Ici commence la mer » (Ottignies).
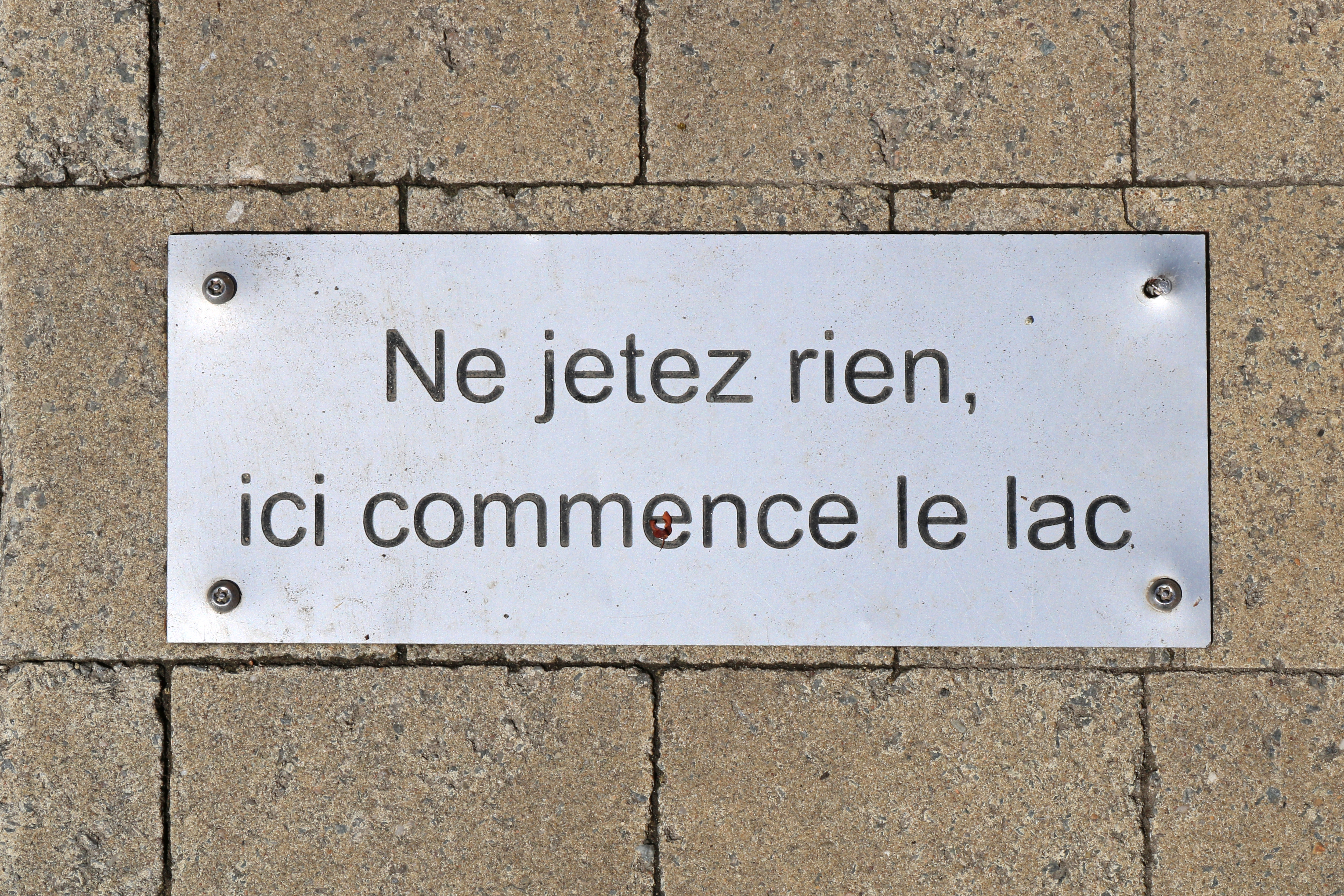
« Ne jetez rien, ici commence le lac » (Louvain-la-Neuve).